# Istituto storico della Resistenza in Toscana
L'Istituto storico toscano della Resistenza e dell'Età contemporanea (nuova denominazione assunta dal 2017 dall'Istituto storico della Resistenza in Toscana) è associato all'Istituto nazionale Ferruccio Parri. Rete degli istituti per la Storia della Resistenza e dell'età contemporanea (già INSMLI).

## L'organizzazione
Deve le sue origini ad un gruppo di antifascisti fiorentini, formato da Carlo Campolmi, Dino Del Poggetto, Enzo Enriques Agnoletti, Mario Fabiani, Mario Leone, Foscolo Lombardi, Attilio Mariotti, Achille Mazzi, Guido Mazzoni, Giulio Montelatici, Nello Niccoli, che lo fondarono il 24 ottobre 1953.
L'Istituto si occupa di storia contemporanea, in particolare del Novecento italiano ed europeo, del fascismo e dell'antifascismo e della Resistenza in Italia e soprattutto in Toscana. Possiede un ampio patrimonio archivistico e bibliotecario, comprensivo di una ricca collezione di periodici, di fotografie e di testimonianze scritte e orali (audio e video).
Svolge una intensa attività di ricerca e didattica della storia, per insegnanti e studenti di ogni ordine e classe, collabora con le università toscane e altri istituti culturali, anzitutto gli Istituto storici della Resistenza e dell'età contemporanea presenti in Toscana e in generale quelli associati alla rete Insmli. Promuove inoltre iniziative volte a consolidare il ruolo della conoscenza storica nel dibattito pubblico, in collaborazione con associazioni e altri soggetti della società civile.
Vive di contributi pubblici e privati, in prevalenza su specifici progetti.
La sua sede attuale è in via Giosuè Carducci 5 a Firenze, dove si trova dal 17 novembre 2008. In precedenza aveva sede in via Cavour, nel palazzo Medici Riccardi, dove conserva ancora dei locali ad uso prevalentemente espositivo, e per un certo periodo in via dei Pucci, a palazzo Pucci, ove era conservato l'archivio documentario e fotografico, con la nastroteca e la videoteca.

## Finalità
L'Istituto:
- raccoglie e ordina tutti i documenti e i cimeli che interessano la storia della Resistenza in Toscana e le pubblicazioni ovunque apparse al riguardo, a partire dagli inizi del fascismo fino alla liberazione italiana conclusa;
- raccoglie testimonianze dei partecipanti alla lotta, promuove inchieste presso enti pubblici e privati, accerta dati statistici sulla vita militare, politica, economica e sociale di quel periodo;
- promuove manifestazioni culturali e la compilazione ed eventualmente la pubblicazione di un Bollettino periodico di studi e monografie.

## Fondi

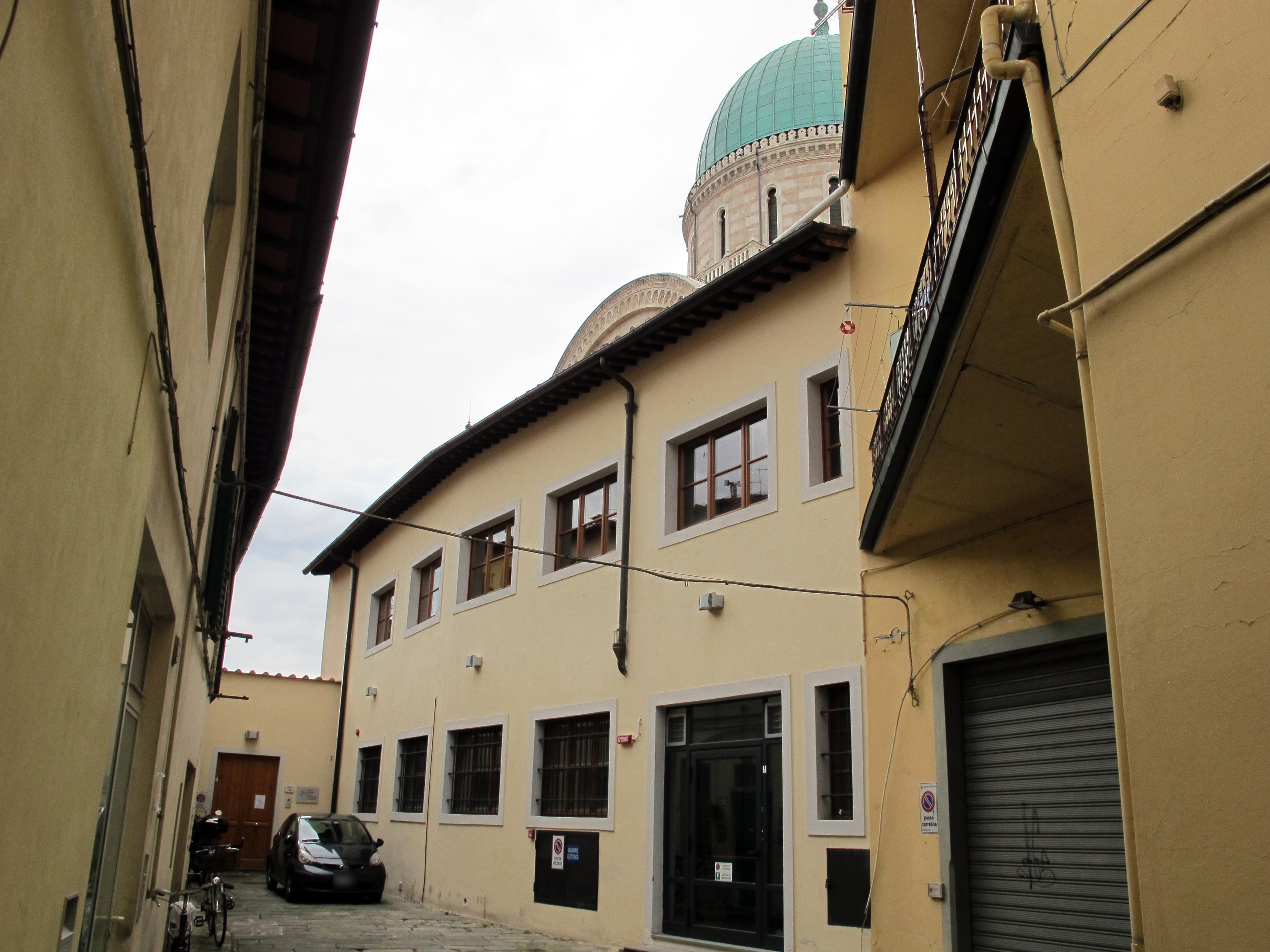
La sede, all'ombra della Sinagoga di Firenze

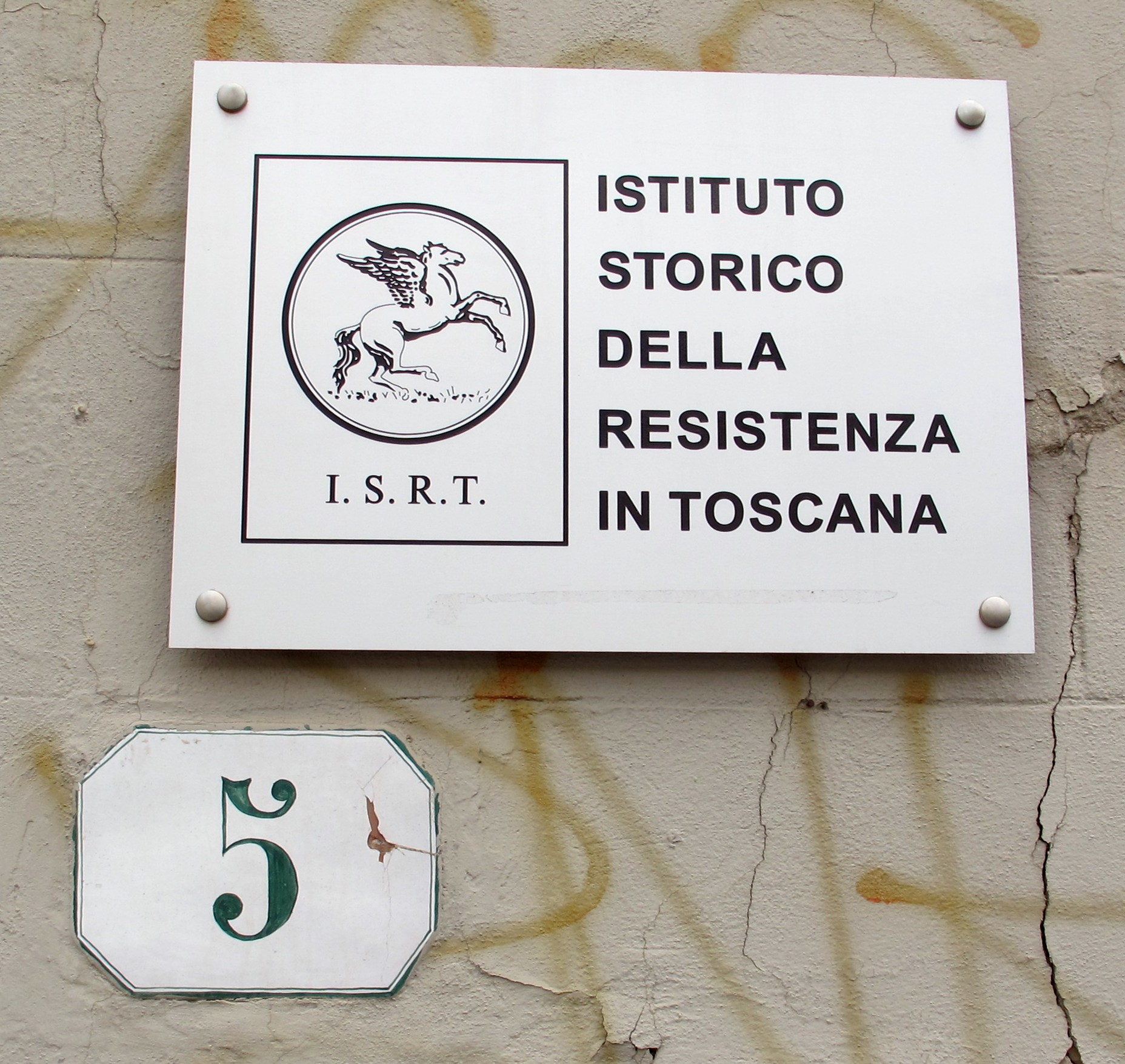
Targa

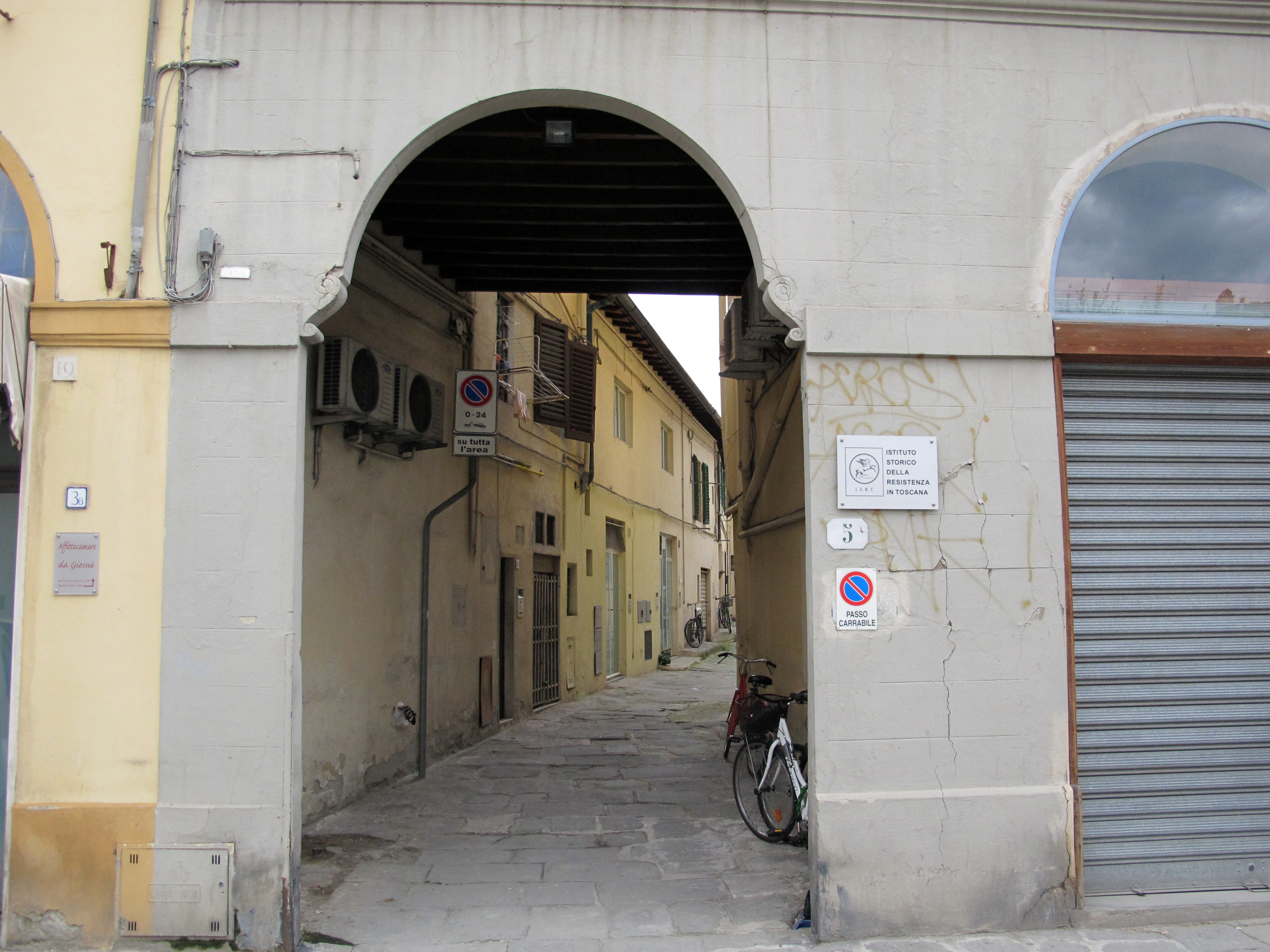
Ingresso

L'Istituto conserva, tra l'altro, alcuni fondi di partecipanti alla guerra di liberazione, fra i quali il Fondo Nello Niccoli, contenente corrispondenza, cimeli, carte, quello di Aldobrando Medici Tornaquinci,contenente documenti riguardanti la sua attività politica, donati all'Istituto dagli eredi; l'archivio di Foscolo Lombardi.
Inoltre si possono ricordare, per la loro entità e importanza: il Fondo comitato Toscano di Liberazione nazionale (CTLN), il Fondo comitati di Liberazione nazionale (CLN) dei Comuni della provincia di Firenze, il Fondo comitato provinciale di Liberazione Nazionale (CPLN) di Apuania, il Fondo archivio di Giustizia e Libertà, il Fondo Gaetano Salvemini, il Fondo Associazione Nazionale Partigiani d'Italia (ANPI) di Firenze e il Fondo Regione Toscana.
Negli ultimi due decenni del Novecento l'Istituto ha provveduto ad acquisire presso l'Archivio centrale dello Stato una corposa documentazione relativa al fascismo ed all'antifascismo toscani e numerosi microfilm della documentazione prodotta dai reparti della Wehrmacht, acquistati dal National Archives di Washington, che operarono in Toscana.

## La biblioteca nel 1962
Nel 1962 il Consiglio dell'Istituto acquistò moltissimi volumi d'argomento storico, tutti del periodo che va dalla prima guerra mondiale alla Liberazione e alla ricostruzione. La biblioteca comprendeva allora 1727 fra volumi e opuscoli. I volumi furono tutti catalogati dal consigliere Dino Del Poggetto, grazie al quale la biblioteca ebbe un registro d'accesso e uno schedario; gli opuscoli furono anch'essi registrati e catalogati.
Negli anni successivi fu costantemente proseguita l'integrazione della biblioteca con acquisti sul mercato corrente e antiquario e acquisizioni di donazioni (ad es. fondo librario Giovanni Francovich, fondo librario Ferdinando Schiavetti), che la portarono alla consistenza di varie decine di migliaia di titoli.

## Biblioteca e archivio
L'accesso alla biblioteca e all'archivio fu stabilito da un regolamento redatto da Foscolo Lombardi e approvato, con modifiche, dal Consiglio. Sia la biblioteca che l'archivio ricevettero numerose donazioni da soci e amici dell'Istituto, consistenti in libri, documenti, materiale fotografico, giornali, stampe e manifesti clandestini, relazioni di formazioni partigiane, documenti che facevano parte dell'archivio della commissione di epurazione, documenti estratti dal processo Mario Carità, riguardanti il suo arresto e la sua successiva deportazione, cimeli
È opportuno precisare: a) che le carte concernenti la commissione di epurazione non hanno mai fatto parte dell'archivio dell'Istituto, perché alla conclusione dei lavori di detta commissione la documentazione da essa prodotta fu consegnata alla prefettura di Firenze; con queste carte furono versate, e mai più ritrovate, anche le pratiche dell'Ufficio informazioni del CTLN, il quale, quindi, per questo aspetto risulta mutilo; b) che le carte definite come relative al processo di Mario Carità, in realtà sono i documenti concernenti il processo ai componenti della banda che dal Carità prese nome; infatti il Carità non fu mai arrestato,né processato per la semplice ragione che nei primi giorni dopo la fine della guerra rimase ucciso in uno scontro a fuoco con un reparto delle forze di sicurezza angloamericane, che lo stavano ricercando.
Una valutazione dell'entità e dell'importanza dell'archivio dell'ISRT può essere condotta sulla base della Guida archivistica, che fa parte della «Guida agli archivi della Resistenza» pubblicata sulla «Rassegna degli archivi di Stato», nuova serie, a. II (2006), n. 1-2

## Altre donazioni
L'Istituto ricevette altre donazioni: l'ultimo scritto autografico di Piero Calamandrei, intitolato Questa nostra Repubblica, dalla signora Ada Calamandrei; documenti riguardanti il C.L.N. di Asciano e di Castelfiorentino; furono donati dagli eredi di Aldemiro Campodonico documenti riguardanti il processo penale Campodonico-Favi per la contesa proprietà del Nuovo Giornale ; inoltre fu donata dal Ministero della pubblica istruzione-Direzione generale accademie e biblioteche una settantina di volumi intorno alla storia del fascismo

## Attività

### Borse di studio
A partire dal 1965, con il consenso del Ministero della pubblica istruzione e del locale Provveditorato agli Studi, l'Istituto bandì un concorso per assegnare un premio annuale al migliore tema svolto fra gli alunni delle scuole medie superiori. Questo premio fu intestato alla memoria di Adina Tenca, consorte di Enzo Enriques Agnoletti, che dette in gestione all'Istituto una somma, i cui frutti, maturati annualmente, servirono alla costituzione del premio Fu istituito anche il premio Luigi Boniforti, destinato alla migliore tesi di laurea sulla Resistenza che fosse discussa in una delle Università della Toscana Il Consiglio Nazionale delle Ricerche assegnò all'Istituto una borsa di ricerca di un milione di lire per lo svolgimento di un programma di Individuazione e reperimento di fonti documentarie e di materiale archivistico sulla Resistenza nelle varie province della Toscana

### Assemblee svolte nel 1964-1965
Il 15 marzo 1964 Carlo Ludovico Ragghianti commemorò Cesare Fasola. Il 31 gennaio 1965 il segretario Foscolo Lombardi, insieme a Giorgio Spini, Giulio Montelatici, Nello Traquandi, Alfredo Merlini, Giuseppe Pratesi, ricordarono Attilio Mariotti

### Il convegno di Storia della Resistenza in Toscana
In questo Istituto, il 29 settembre 1963, si tenne, nella sala di Luca Giordano, in palazzo Medici Riccardi, il primo convegno di Storia della Resistenza in Toscana, dal titolo I C.L.N. della Toscana nei loro rapporti col Governo militare Alleato e col Governo dell'Italia liberata. Nel programma del convegno era prevista la celebrazione del ventennale della costituzione dei C.L.N. ed Enzo Enriques Agnoletti ne fu il relatore, con l'introduzione a cura di Carlo Ludovico Ragghianti

### 4 novembre 1966

I cosiddetti Angeli del fango all'opera.

Durante l'alluvione del 1966 a Firenze, l'Istituto, la cui sede era situata al piano terreno del Palazzo Medici Riccardi, fu investito e ricoperto da acqua e melma e furono allagati molti documenti, fra i quali le carte Calamandrei, le carte Foscolo Lombardi. Anche la collezione dei giornali clandestini, pubblicati durante la guerra di liberazione, insieme ai giornali, ai periodici del periodo fascista, pre-fascista e post-liberazione e insieme alla collezione de La Martinella, primo foglio socialista stampato in Toscana fra il 1886 e il 1923, ebbero la stessa sorte. La biblioteca, specializzata per il periodo dell'epoca fascista e della seconda guerra mondiale, comprendente opere ormai introvabili presentò circa 1.000 volumi allagati, su circa 5.000 volumi. Altri danni subirono gli schedari, il mobilio, le pubblicazioni dell'Istituto. I lavori di liberazione dal fango iniziarono fin dal 5 novembre 1966 e videro la partecipazione, sotto la direzione del personale dell'Istituto, fra gli altri, di studenti statunitensi della Syracuse University e dello Smith College, di studenti dell'Università di Siena, di Firenze e di Piombino Da una prima stima, fu constatato che gran parte dei documenti poteva essere salvata, mentre i 1.000 volumi alluvionati avrebbero potuto in parte essere restaurati ed in parte essere sostituiti con l'acquisto di libri nuovi. In effetti il materiale documentario alluvionato poté essere salvato nella misura del 95/98 % in virtù degli aiuti pervenuti dall'Amministrazione provinciale di Pistoia e dagli altri Istituti della Resistenza presenti in Italia, in particolare quello di Torino.

### La Toscana nel regime fascista (1922-1939)
Il 23 e il 24 maggio 1969, nella Sala delle Quattro Stagioni del Palazzo Medici Riccardi a Firenze, si tenne un convegno di studi sul tema: La Toscana nel regime fascista (1922-1939). Gli atti ufficiali di questo convegno furono stampati sul volume edito da Leo S. Olschki per iniziativa dell'Unione Regionale delle Province Toscane (URPT), dell'Amministrazione Provinciale di Firenze e dell'Istituto Storico della Resistenza in Toscana.

### Storici e studiosi presenti al Convegno
Il Comitato Direttivo della Biblioteca di Storia Toscana moderna e contemporanea affidò gli aspetti organizzativi e le caratteristiche del Convegno ad un comitato composto dai professori Giorgio Spini, Ernesto Ragionieri, Giorgio Mori, Carlo Francovich. Alla parte esecutiva aderirono i professori Andrea Binazzi ed Ivo Giusti dell'Ufficio Cultura della Provincia di Firenze. Furono presentate molte relazioni ed interventi di storici italiani e stranieri, fra i quali Alberto Predieri, Mario Rossi, Giorgio Luti, Emilio Sereni, Stuart Woolf, dell'Università di Reading nel Regno Unito, Max Gallo, Wilhelm Alff di Marburgo, Leopoldo Sandri, direttore generale dell'Archivio Centrale dello Stato, il dottor Bonelli della Fondazione Einaudi di Torino, gli studiosi Antonio Bernieri, Roberto Cantagalli, Lando Bortolotti, Franca Pieroni Bortolotti, Marino Raicich, Antonio Pellicani, Franco Catalano.

### Interventi di Gabbuggiani e di Niccoli
Il Presidente della Provincia di Firenze, che all'epoca era Elio Gabbuggiani, disse che il convegno si proponeva di apportare un contributo alla storia delle strutture economiche, politiche e sociali dell'Italia fascista, nel periodo storico compreso dal 1922 al 1939.
Nello Niccoli, in quell'anno presidente dell'Istituto Storico della Resistenza in Toscana, nel suo discorso di apertura spiegò che il convegno si proponeva di studiare con quali metodi il fascismo si fosse instaurato nella regione; quali strutture avesse usato nei riguardi della politica economica, sociale e culturale; quali forze si fossero associate al regime per trarne profitto e chi, al contrario, avesse sofferto per l'oppressione politica e lo sfruttamento economico della dittatura fascista. Niccoli disse: Dobbiamo indagare se vi furono aspetti positivi del fascismo nella nostra regione. Quanto più saremo obiettivi, tanto più saremo fedeli non solo al nostro dovere di storici, ma anche a quello di democratici e di antifascisti. Aggiunse che, se il convegno non fosse giunto a risultati immediati, sarebbero stati importanti l'impostazione di studio, i suggerimenti della ricerca formulati in [...] due giorni di lavoro, in nome di un rigoroso ed obiettivo criterio scientifico

### Altri convegni
Oltre al Convegno sopra citato l'Istituto, precorrendo studi che negli anni seguenti avrebbero avuto largo spazio, organizzò nell'autunno 1963 il Convegno su "La Resistenza e gli Alleati in Toscana" e, successivamente, "La Toscana nella seconda guerra mondiale".

### La liberazione di Firenze
La documentazione utile alla stesura del libro La liberazione di Firenze fu resa disponibile dall'Istituto Storico della Resistenza in Toscana, grazie alla collaborazione di Giovanni Verni che valutò e coordinò il materiale utilizzato. Per la copertina del volume, l'Istituto Storico della Resistenza in Toscana concesse la foto storica di Firenze
In realtà Giovanni Verni non valutò e non coordinò un bel niente, ma si limitò a favorire le ricerche dell'autore del libro, Giovanni Frullini, indicando, come era uso fare con tutti coloro che si rivolgevano a lui, pubblicazioni e documenti presenti in Istituto, concernenti l'argomento della ricerca.